# Organo-osmiumchemie
In de strikte betekenis van het woord worden in de organo-osmiumchemie verbindingen bestudeerd waarin een directe binding optreedt tussen koolstof en osmium. In een ruimere betekenis van het woord worden ook organische reacties bestudeerd waarin osmium op één of andere manier een rol speelt. Osmium is een metaal, de organo-osmiumchemie is dus een subdiscipline van de organometaalchemie.
Osmium staat, net als ruthenium, in groep 8 van het periodiek systeem. De organo-osmiumchemie lijkt daarom veel op de organorutheniumchemie. In organo-osmiumverbindingen ligt het oxidatiegetal van osmium tussen +II en -II. Het metaal is duurder dan ruthenium. Over het algemeen zijn de osmiumverbindingen beter bestand tegen contact met lucht en ook de thermische stabiliteit is groter dan hun rutheniumtegenhangers. Belangrijke organo-osmiumverbindingen zijn de carbonylen zoals triosmiumdodecacarbonyl en decacarbonyldihydridotriosmium, naast de hydriden als OsHCl(CO)Ln (met L = imido).
OsO4 is een belangrijk oxiderend reagens in de organische chemie, vooral in de omzetting van alkenen naar 1,2-diolen (vicinale alcoholen):
Deze reactie staat bekend als de Upjohn-dihydroxylering. Een verwante reactie is de Milas-hydroxylering.

## Navigatie
Navigatie Koolstof-elementbinding